# Республика Новая Гранада
Республика Новая Гранада (исп. República de la Nueva Granada) — название, данное унитарной республике, созданной центральными провинциями Великой Колумбии после ее распада в 1830 году. Она сохраняла это название с 1831 по 1858 год, когда была переименована в Гранадскую Конфедерацию. Её территория включала в себя нынешние страны Колумбию и Панаму.
В 1830 году развалилась Великая Колумбия. В 1831 году вместо неё образовались Эквадор, Венесуэла и Государство Новая Гранада (исп. Estado de Nueva Granada). 29 февраля 1832 года Национальный конвент, состоявший из представителей провинций Антьокия, Барбакоас, Картахена, Момпос, Нейва, Памплона, Панама, Пасто, Попайян, Сокорро, Тунха, Велес и Верагуас утвердил новую Конституцию, в соответствии с которой государство получило название Республика Новая Гранада. Четырнадцать человек были президентами Республики Новая Гранада. 
В соответствии с конституцией 16 территория Новой Гранады была разделена на провинции. Каждая провинция состояла из одного или нескольких кантонов, а каждый кантон делился на приходские округа. По переписи 1851 года общее население страны составляло 2 240 054 жителя, из них 1 086 705 мужчин и 1 153 349 женщин. Из всех провинций самыми населенными были Богота, Тунха, Сокорро и Тундама. 
Экономика Республики Новая Гранада была основана на коммерциализации сельскохозяйственной продукции, поступающей из разных частей страны, в дополнение к открытию портов для иностранных держав, кроме Испании, что вызвало неравное обращение с зарождающейся республикой. 
В 1839 году разразилась война Высших. Изначально это был внутренний конфликт, но, будучи не в силах решить его самостоятельно, президент Хосе Игнасио де Маркес обратился за помощью к Эквадору, пообещав взамен территориальные уступки. В ответ главы ряда провинций объявили о независимости от центрального правительства, а себя — Высшими главами соответствующих территорий. Война шла до 1841 года, и завершилась победой правительственных войск.
В стране возникли две партии — Либеральная и Консервативная. В 1845 году президентом страны был избран Томас Сиприано де Москера-и-Арболеда, который был членом Консервативной партии. При нём были упорядочены финансы, строились новые дороги, развивалось судоходство. В 1849 году на выборах победил либерал Хосе Иларио Лопес. В 1853 году была принята новая конституция, отменившая рабство и провозгласившая отделение церкви от государства. Эта Конституция открыла двери для превращения централизованного государства в федерацию, и 27 февраля 1855 года внутри Республики Новая Гранада появился первый федеральный штат — Панама. 11 июня 1856 года его примеру последовала Антьокия, а 13 мая 1857 года — Сантандер.
Чтобы предотвратить развал Новой Гранады, Конгресс 15 июня 1857 года принял закон, в соответствии с которым были созданы штаты Боливар, Бояка, Каука, Кундинамарка и Магдалена. В 1858 году консерваторы, получив большинство, провозгласили создание Гранадской конфедерации со столицей в Тунхе.